# Robert Harting
Robert Harting (Cottbus, 18 ottobre 1984) è un discobolo tedesco, campione olimpico, mondiale ed europeo della specialità.
In carriera ha raggiunto una serie di 35 vittorie consecutive in meeting a livello internazionale dal 19 agosto 2010 all'8 giugno 2013 quando è stato battuto dal polacco Piotr Małachowski agli FBK Games ad Hengelo.

## Biografia
Nel 2001, Harting è diventato vice-campione mondiale della categoria allievi. L'anno successivo ha partecipato ai campionati mondiali juniores di Kingston fermandosi però al tredicesimo posto con un lancio a 56,23 metri.
Nel 2003 ha preso anche parte ai campionati europei juniores concludendo però la sua gara senza misura.
Nel 2005 si è laureato campione europeo under 23 grazie ad un lancio a 64,50 metri. Lo stesso anno ha partecipato ai Campionati europei di Göteborg dove però non è riuscito a qualificarsi per la finale fermandosi al 13º posto.
Nel mese di agosto 2007 ha partecipato ai Campionati del mondo di Osaka. In questa manifestazione ha vinto la medaglia d'argento con 66,68 metri dietro soltanto all'estone Gerd Kanter.
Nel 2008, dopo aver vinto per la seconda volta il titolo tedesco nel lancio del disco, a Kaunas ha siglato anche il suo record personale a 68,65 metri. Arrivato alle Olimpiadi di Pechino 2008 come uno dei favoriti alla vittoria della medaglia si è poi dovuto accontentare del quarto posto.
Ai Campionati del mondo di Berlino 2009 è diventato campione del mondo con il nuovo record personale a 69,43 metri, superando proprio all'ultimo turno il polacco Piotr Małachowski.
Nel 2010, ai Campionati europei di Barcellona ha conquistato la medaglia d'argento con un lancio a 68,47 metri a solo 40 centimetri dal vincitore del titolo europeo Piotr Małachowski.
Il 30 agosto 2011 conquista il suo secondo titolo mondiale consecutivo battendo l'estone Gerd Kanter grazie ad un lancio a 68,97 metri.
Il 7 agosto del 2012 conquista la sua prima medaglia d'oro alle olimpiadi di Londra con un lancio di 68,27 metri.
Dall'autunno 2013 è allenato dall'ex discobolo Torsten Schmidt.

## Polemiche

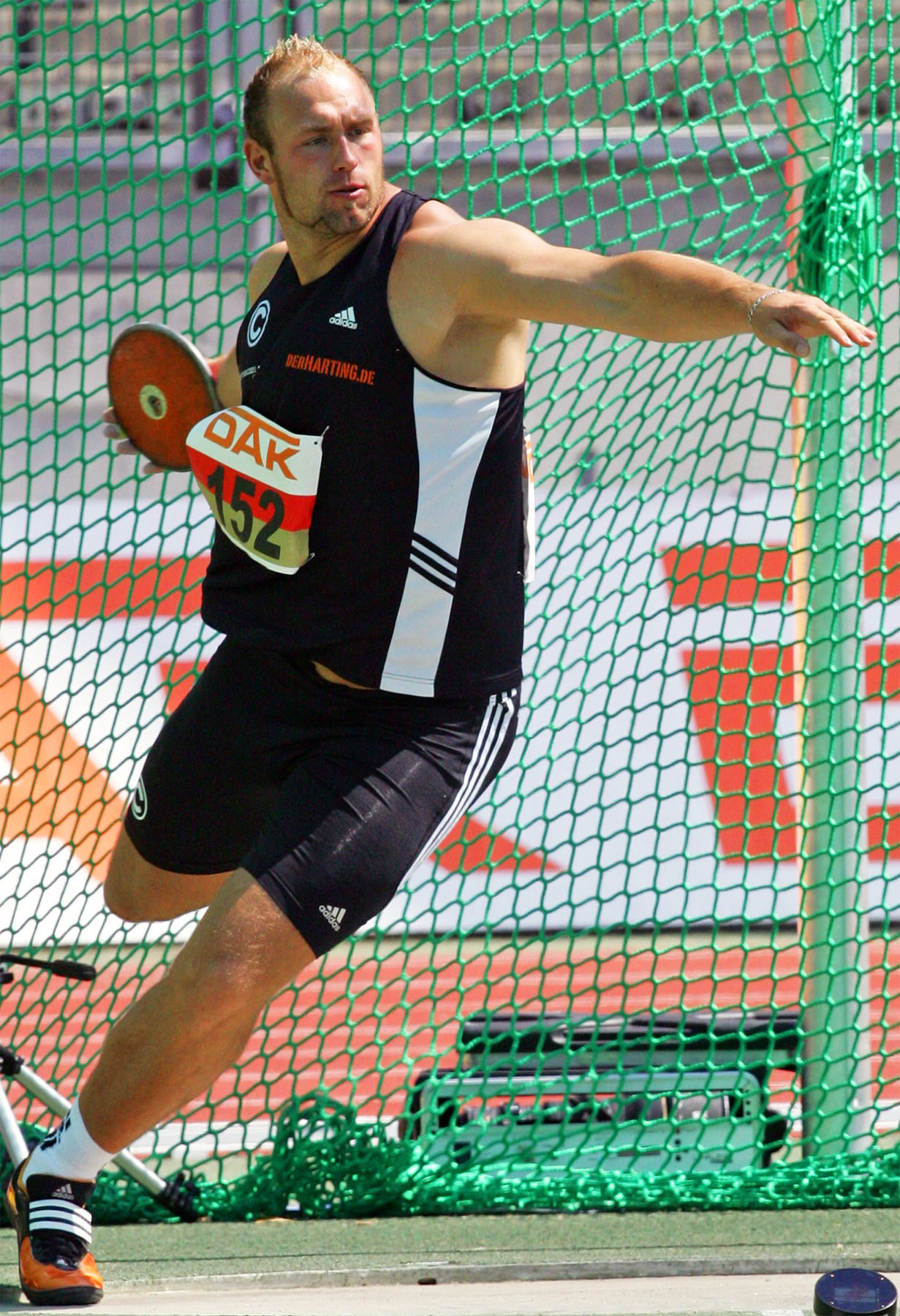
Harting durante un lancio nel 2008.

Durante i campionati mondiali di Berlino, Harting ha criticato la campagna sulle vittime del doping.
Questa campagna è consistita nella distribuzione al pubblico di occhiali neri che impedivano la vista delle competizioni.
Harting ha detto: "Vorrei lanciare il mio disco addosso a loro, almeno non vedranno davvero più niente."
L'espressione è stata condannata sia dalla Federazione tedesca di atletica leggera che dal pubblico.
Il presidente della federazione, Eike Emrich, tuttavia, ha annunciato in un comunicato che dopo la richiesta di clemenza chiesta da Harting, la federazione aveva deciso di perdonarlo alla luce della grande tensione dell'atleta a causa dei mondiali.
Il clima di tensione è stato poi rafforzato dal fatto che le discussioni erano state ripetutamente incentrate sul problema del doping nel passato ed in seguito a questo erano piovute numerose critiche al suo allenatore Werner Goldmann, che aveva lavorato con la GDR che in quegli anni aveva avuto molti casi legati al doping.
In aggiunta a carico dell'allenatore tedesco c'erano anche le dichiarazioni dell'ex pesista Gerd Jacobs che l'aveva accusato di avergli dato direttamente steroidi anabolizzanti.

### Gerd Kanter
Alla vigilia dei campionati del mondo di Berlino 2009 c'è stato un battibecco tra il campione olimpico e mondiale Gerd Kanter ed il discobolo tedesco.
Kanter dichiarò che se Harting non avesse cambiato radicalmente il suo carattere scontroso ed arrogante non sarebbe mai riuscito a vincere un titolo mondiale.
La risposta del tedesco arrivò subito, non solo a parole, ma anche sul campo battendo infatti l'estone (poi terzo) e vincendo il titolo con la misura 69,43 metri, ottenuta all'ultimo turno di lanci.

Alla fine della gara Harting dichiarò: 
(Robert Harting)

### Rutger Smith
Harting in seguito alla conclusione dei campionati del mondo di Osaka che lo avevano visto classificarsi secondo davanti a Smith dichiarò di lui: 
(Robert Harting)

A distanza di due anni in una video-intervista rilasciata al sito Themazecorporation.net, il 18 ottobre 2009, anche Smith ha messo in luce il suo rapporto con Harting dichiarando infatti: 
(Rutger Smith)

## Progressione

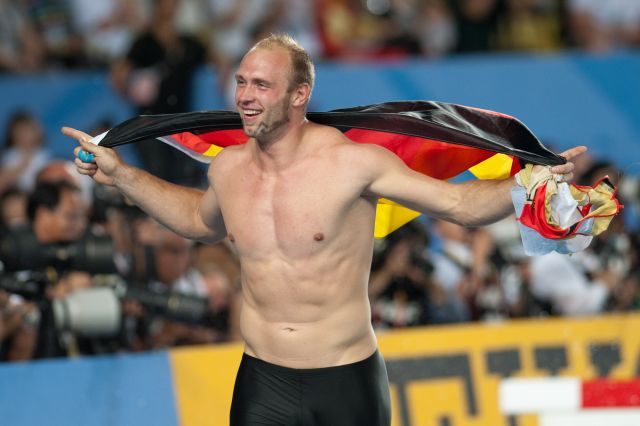
Harting esulta dopo la vittoria del suo secondo titolo mondiale a Taegu 2011

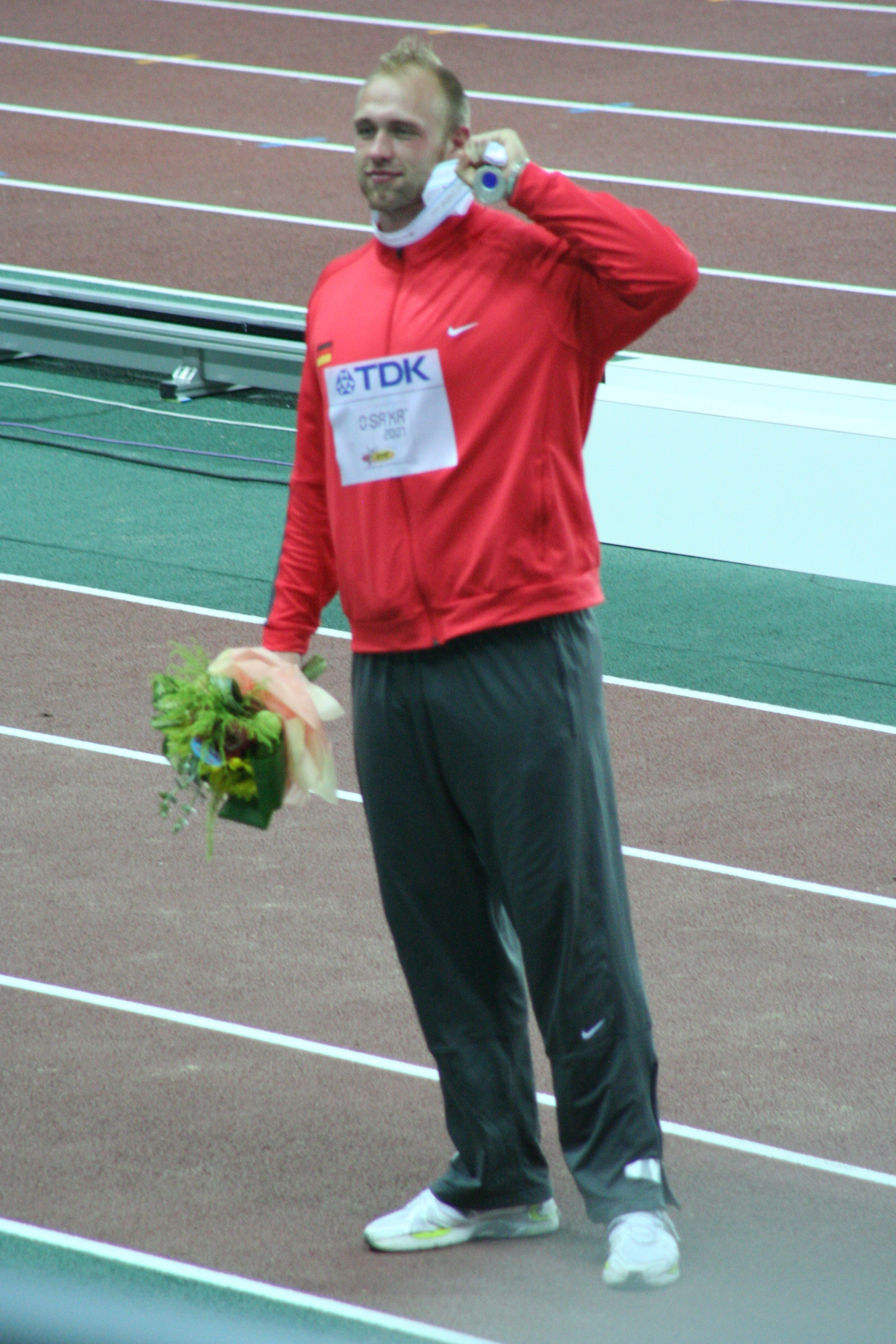
Harting premiato ai mondiali di Osaka

### Lancio del disco

#### Seniores
| Stagione | Risultato | Luogo          | Data      | Rank. Mond. |
| -------- | --------- | -------------- | --------- | ----------- |
| 2014     | 68,47 m   | Hengelo        | 8-6-2014  | 2º          |
| 2013     | 69,91 m   | Hengelo        | 8-6-2013  | 2º          |
| 2012     | 70,66 m   | Turnov         | 12-5-2012 | 1º          |
| 2011     | 68,99 m   | Halle          | 21-5-2011 | 2º          |
| 2010     | 69,69 m   | Neubrandenburg | 28-8-2010 | 5º          |
| 2009     | 69,43 m   | Berlino        | 19-8-2009 | 3º          |
| 2008     | 68,65 m   | Kaunas         | 8-6-2008  | 6º          |
| 2007     | 66,93 m   | Schönebeck     | 10-6-2007 | 9º          |
| 2006     | 65,22 m   | Wiesbaden      | 13-5-2006 | 16º         |
| 2005     | 66,02 m   | Wiesbaden      | 29-5-2005 | 12º         |
| 2004     | 64,05 m   | Halle          | 22-5-2004 | 37º         |
| 2003     | 59,54 m   | Dortmund       | 15-6-2003 | 102º        |
| 2002     | 54,25 m   | Dessau         | 29-5-2002 | 263º        |

#### Juniores (disco da 1,75 kg)
| Stagione | Risultato | Luogo    | Data      | Rank. Mond. |
| -------- | --------- | -------- | --------- | ----------- |
| 2003     | 64,05 m   | Halle    | 25-5-2003 | 2º          |
| 2002     | 56,23 m   | Kingston | 17-7-2002 | 25º         |

#### Allievi (disco da 1,5 kg)
| Stagione | Risultato | Luogo | Data      | Rank. Mond. |
| -------- | --------- | ----- | --------- | ----------- |
| 2001     | 63,70 m   | Halle | 19-5-2001 | -           |

### Getto del peso outdoor

#### Seniores
| Stagione | Risultato | Luogo     | Data      | Rank. Mond. |
| -------- | --------- | --------- | --------- | ----------- |
| 2008     | 18,12 m   | Potsdam   | 14-6-2008 | 203º        |
| 2007     | 18,63 m   | Gotha     | 6-7-2007  | 147º        |
| 2006     | 18,08 m   | Berlino   | 10-6-2006 | 193º        |
| 2005     | 17,40 m   | Rostock   | 20-8-2005 | 305º        |
| 2002     | 16,46 m   | Wiesbaden | 4-5-2002  | 472º        |

#### Juniores (peso da 6 kg)
| Stagione | Risultato | Luogo | Data     | Rank. Mond. |
| -------- | --------- | ----- | -------- | ----------- |
| 2003     | 18,58 m   | Fulda | 6-7-2003 | 19º         |

### Getto del peso indoor

#### Seniores
| Stagione | Risultato | Luogo   | Data      | Rank. Mond. |
| -------- | --------- | ------- | --------- | ----------- |
| 2011     | 17,54 m   | Berlino | 23-1-2011 | 196º        |
| 2008     | 17,57 m   | Potsdam | 26-1-2008 | 183º        |
| 2007     | 17,12 m   | Halle   | 20-1-2007 | 255º        |

## Palmarès
| Anno | Manifestazione    | Sede           | Evento           | Classifica | Risultato | Note                          |
| ---- | ----------------- | -------------- | ---------------- | ---------- | --------- | ----------------------------- |
| 2001 | Mondiali allievi  | Debrecen       | Lancio del disco | Argento    | 62,04 m   |                               |
| 2002 | Mondiali juniores | Kingston       | Lancio del disco | 13º        | 56,23 m   |                               |
| 2005 | Europei under 23  | Erfurt         | Lancio del disco | Oro        | 64,50 m   | Record dei campionati         |
| 2007 | Mondiali          | Osaka          | Lancio del disco | Argento    | 66,68 m   |                               |
| 2008 | Olimpiadi         | Pechino        | Lancio del disco | 4º         | 67,09 m   |                               |
| 2009 | Mondiali          | Berlino        | Lancio del disco | Oro        | 69,43 m   | Miglior prestazione personale |
| 2010 | Europei           | Barcellona     | Lancio del disco | Argento    | 68,47 m   |                               |
| 2011 | Mondiali          | Taegu          | Lancio del disco | Oro        | 68,97 m   |                               |
| 2012 | Europei           | Helsinki       | Lancio del disco | Oro        | 68,30 m   |                               |
| 2012 | Olimpiadi         | Londra         | Lancio del disco | Oro        | 68,27 m   |                               |
| 2013 | Mondiali          | Mosca          | Lancio del disco | Oro        | 69,11 m   |                               |
| 2014 | Europei           | Zurigo         | Lancio del disco | Oro        | 66,07 m   |                               |
| 2016 | Giochi olimpici   | Rio de Janeiro | Lancio del disco | 15º (q)    | 62,21 m   |                               |
| 2017 | Mondiali          | Londra         | Lancio del disco | 6º         | 65,10 m   |                               |
| 2018 | Europei           | Berlino        | Lancio del disco | 6º         | 64,33 m   |                               |

## Altre competizioni internazionali
2006
- 12º in Coppa Europa invernale di lanci ( Tel Aviv), lancio del disco - 58,73 m

2007
- 9º in Coppa Europa invernale di lanci ( Jalta), lancio del disco - 58,12 m
- Bronzo al Hallesche Werfertage ( Halle), lancio del disco - 64,95 m
- Argento in Coppa Europa ( Monaco di Baviera), lancio del disco - 63,90 m
- 4º alla IAAF World Athletics Final ( Stoccarda), lancio del disco - 65,25 m

2008
- Argento in Coppa Europa invernale di lanci ( Spalato), lancio del disco - 64,34 m
- Oro al Hallesche Werfertage ( Halle), lancio del disco - 67,63 m
- Bronzo al DKB-ISTAF ( Berlino), lancio del disco - 67,70 m
- Argento in Coppa Europa ( Annecy), lancio del disco - 65,25 m
- Argento in DécaNation ( Parigi), lancio del disco - 63,01 m
- Bronzo alla IAAF World Athletics Final ( Stoccarda), lancio del disco - 65,76 m
- Argento al ERGO Games ( Tallinn), lancio del disco - 65,25 m

2009
- Bronzo al Hallesche Werfertage ( Halle), lancio del disco - 64,78 m
- Bronzo al ENEA Cup ( Bydgoszcz), lancio del disco - 64,62 m
- Bronzo al DKB-ISTAF ( Berlino), lancio del disco - 66,17 m
- Campionati europei a squadre di atletica leggera ( Leiria)
- Argento agli Europei a squadre ( Leiria), lancio del disco - 65,40 m
- Oro al BIG-BANK ( Tallinn), lancio del disco - 66,49 m
- Oro in DécaNation ( Parigi), lancio del disco - 66,91 m
- Argento alla IAAF World Athletics Final ( Salonicco), lancio del disco - 66,37 m

2010
- Oro al Hallesche Werfertage ( Halle), lancio del disco - 66,37 m
- Argento al Shanghai Golden Grand Prix ( Shanghai), lancio del disco - 68,69 m
- 4º al Golden Gala ( Roma), lancio del disco - 66,33 m
- Oro agli Europei a squadre ( Bergen), lancio del disco - 66,80 m
- Oro al Weltklasse Zürich ( Zurigo), lancio del disco - 68,64 m
- Oro al DKB-ISTAF ( Berlino), lancio del disco - 68,24 m
- Oro in Coppa continentale ( Spalato), lancio del disco - 66,85 m

2011
- Oro al Hallesche Werfertage ( Halle), lancio del disco - 68,99 m
- Oro agli FBK Games ( Hengelo), lancio del disco - 68,23 m
- Oro al Prefontaine Classic ( Eugene), lancio del disco - 68,40 m
- Campionati europei a squadre di atletica leggera ( Stoccolma)
- Oro agli Europei a squadre ( Stoccolma), lancio del disco - 65,63 m
- Oro al Meeting Areva ( Parigi), lancio del disco - 67,32 m
- Oro al Weltklasse Zürich ( Zurigo), lancio del disco - 67,02 m
- Oro al Meeting ISTAF ( Berlino), lancio del disco - 67,22 m
- Oro al ERGO Games ( Tallinn), lancio del disco - 65,21 m

2012
- Oro al Hallesche Werfertage ( Halle), lancio del disco - 70,31 m
- Oro al 13º Ludvik Danek Memorial ( Turnov), lancio del disco - 70,66 m
- Oro agli FBK Games ( Hengelo), lancio del disco - 68,13 m
- Oro al Meeting ISTAF ( Berlino), lancio del disco - 67,40 m

2013
- Oro al Prefontaine Classic ( Eugene), lancio del disco - 69,75 m
- Argento agli FBK Games ( Hengelo), lancio del disco - 69,91 m
- Campionati europei a squadre di atletica leggera ( Gateshead)
- Oro agli Europei a squadre ( Gateshead), lancio del disco - 64,25 m
- Argento in Golden Spike Ostrava ( Ostrava), lancio del disco - 67,10 m
- Oro al Meeting Areva ( Parigi), lancio del disco - 67,04 m
- Argento al Weltklasse Zürich ( Zurigo), lancio del disco - 66,83 m
- Oro al Meeting ISTAF ( Berlino), lancio del disco - 69,02 m

2014
- Oro alla Werfer Cup ( Wiesbaden), lancio del disco - 67,46 m
- Argento al Hallesche Halplus Werfertage ( Halle), lancio del disco - 68,28 m
- Oro al Golden Gala ( Roma), lancio del disco - 68,36 m
- Oro all'IWC Meeting ( Hengelo), lancio del disco - 68,47 m
- Oro al Meeting Anhalt ( Dessau), lancio del disco - 66,10 m
- Oro all'Adidas Grand Prix ( New York), lancio del disco - 68,24 m
- Campionati europei a squadre di atletica leggera ( Braunschweig)
- Oro agli Europei a squadre ( Braunschweig), lancio del disco - 67,42 m
- Oro al Birmingham Grand Prix ( Birmingham), lancio del disco - 67,57 m
- Oro al Meeting ISTAF ( Berlino), lancio del disco - 68,21 m
- Oro al Memorial Van Damme ( Bruxelles), lancio del disco - 67,57 m

2017
- Campionati europei a squadre di atletica leggera ( Villeneuve-d'Ascq)
- Oro agli Europei a squadre ( Villeneuve-d'Ascq), lancio del disco - 66,30 m

## Riconoscimenti
- Nel 2012 viene premiato con il Silbernes Lorbeerblatt (Alloro d'argento).[13]
- 2 volte sportivo tedesco dell'anno: 2012,[14] 2013.[15]
- 2 volte atleta tedesco dell'anno: 2009,[16] 2012.[17]
- Nel 2012 ha ricevuto il premio Goldene Henne (Gallina d'oro).